# Petite Mustique
Petit Mustique ist eine kleine, unbewohnte Insel in der Inselgruppe der Grenadinen im Gebiet des Inselstaates St. Vincent und die Grenadinen. Sie liegt vor der Südküste von Mustique.

## Geographie
Die Insel liegt etwas mehr als 2 km südlich des südlichsten Punkts von Mustique. Dazwischen liegt noch das winzige Felseneiland Petit Cay, das die Fortsetzung der Nordwestspitze der Insel darstellt. Petite Mustique ist, wie alle Inseln der Grenadinen stark zerklüftet. Sechs Landzipfel springen ins Meer vor und schließen die Buchten der Insel ein, daher hat der Umriss der Insel grob die Form eines Gummibärchens. Die Südspitze ist etwas länger ausgezogen als die anderen und südlich des südwestlichen (mittleren) Landzipfels steht noch der Dry Rock und etwa 500 m südwestlich davon befindet sich ein Riff.
Die Insel zeichnet sich durch beinahe umlaufende Steilküsten aus. Es gibt nur wenig Möglichkeiten vom Meer aus auf die Insel zu gelangen und die Anhöhen der Insel sind mit dichter Vegetation bedeckt.
Die Inselkette der Inseln über dem Winde (kleine Antillen) setzt sich nach Süden mit der Savan-Island-Gruppe fort.